# The Blueprint Dives
The Blueprint Dives är det norska metalbandet Extols fjärde fullängdsalbum. Genren för detta album är en sorts mjuk death metal. The Blueprint Dives gavs ut 2005 av Century Media Records.

## Låtlista
1. "Gloriana" – 3:25
2. "Soul Deprived" – 3:26
3. "In Reversal" – 5:37
4. "Pearl" – 2:56
5. "From the Everyday Mountain Top" – 3:47
6. "Another Adam's Escape" – 4:37
7. "The Things I Found" – 6:24
8. "Lost in Dismay" – 5:15
9. "Essence" –  3:43
10. "Void" – 5:39
11. "The Death Sedative" – 4:55

Bonusspår på särskilda utgåvor
1. "Riding For a Fall" – 3:46
2. "Pearl" (video) – 2:58

Alla låtar skrivna av Extol.

## Medverkande
Extol
- Peter Espevoll – sång, akustisk gitarr
- Tor Magne Glidje – elgitarr, akustisk gitarr
- Ole Halvard Sveen – elgitarr, akustisk gitarr, sång
- David Husvik – trummor
- John Robert Mjåland – basgitarr

Bidragande musiker
- Anders Salomon Lidal – synthesizer
- Magnus Westgaard – ståbas
- David Wallumrød – piano, keyboard

Produktion
- Extol – producent
- Børge Finstad – inspelning, ljudtekniker
- Tue Madsen – mixning, mastering